# Herff-Brooks Corporation
Herff-Brooks Corporation war ein US-amerikanischer Hersteller von Automobilen.

## Unternehmensgeschichte
George, Herbert und Jacob Herff vertrieben Fahrzeuge der Marathon Motor Works in Indianapolis in Indiana. H. H. Brooks war Verkaufsleiter bei Marathon. Zusammen gründeten sie im August 1913 das Unternehmen in Indianapolis. Zunächst verkauften sie nur Fahrzeuge von Marathon. 1914 fertigten sie auch einige Fahrzeuge für Marathon. Marathon ging im Sommer Bankrott. Herff-Brooks setzte ab 1915 die Produktion auf eigene Kosten fort. Der Markenname lautete Herff-Brooks. 1916 endete die Produktion.
Außerdem gab es eine Verbindung zur Pontiac Chassis Company.

## Fahrzeuge
1915 gab es das Model 4-40. Der Vierzylindermotor leistete 32 PS. Das Fahrgestell hatte 300 cm Radstand. Aufbauten waren ein Tourenwagen mit fünf Sitzen und ein Roadster mit zwei Sitzen. Außerdem stand das Model 50 im Sortiment. Es hatte einen Sechszylindermotor mit 38 PS Leistung. Der Radstand betrug 315 cm. Das Karosserieangebot entsprach dem anderen Modell.
1916 war das Model 4-35 das Einstiegsmodell. Gegenüber dem Vorjahr war die Motorleistung auf 26 PS reduziert und der Radstand auf 279 cm gekürzt worden. Der Tourenwagen blieb unverändert fünfsitzig, während für den Roadster nun ebenfalls fünf Sitze angegeben waren. Das Sechszylindermodell wurde nun Model 6-50 genannt. Bei ihm war nur der Radstand von 305 cm geändert worden.

## Modellübersicht
| Jahr | Modell     | Zylinder | Leistung (PS) | Radstand (cm) | Aufbau                                  |
| ---- | ---------- | -------- | ------------- | ------------- | --------------------------------------- |
| 1915 | Model 4-40 | 4        | 32            | 300           | Tourenwagen 5-sitzig, Roadster 2-sitzig |
| 1915 | Model 50   | 6        | 38            | 315           | Roadster 2-sitzig, Tourenwagen 5-sitzig |
| 1916 | Model 4-35 | 4        | 26            | 279           | Tourenwagen 5-sitzig, Roadster 5-sitzig |
| 1916 | Model 6-50 | 6        | 38            | 305           | Tourenwagen 5-sitzig, Roadster 2-sitzig |